# Rimini
Pour les articles homonymes, voir Rimini (homonymie).
Rimini est une ville d’Italie, capitale de la province de Rimini, dans la région Émilie-Romagne. Située sur le littoral adriatique, entre l'embouchure de la Marecchia (l’Ariminus des Romains) et l’Ausa (Aprusa en latin), c'est l'une des plus grandes stations balnéaires d’Europe, grâce à ses quelque 15 km de plage sableuse et ses nombreux hôtels. Le premier établissement de bains de Rimini a ouvert en 1843. 
Le site et sa région sont habités depuis le Paléolithique inférieur (soit depuis environ 800 000 ans), et Rimini fut un port étrusque, connu sous le nom d'Arimna, avant d'être dominé par les Celtes en - 390, puis par les Romains sous le nom d'Ariminum en 268 av. J.-C., qui en firent un port stratégique pour le trafic de marchandises et de voyageurs en Adriatique, et y bâtirent des monuments tels que l’arc de triomphe d'Auguste et le pont de Tibère.
Elle connut une histoire mouvementée après la chute de l'Empire romain d'Occident, jusqu'au XIIIe siècle où elle passa au pouvoir des princes de Malatesta qui la conservèrent jusqu'en 1528, date à laquelle elle passa au pouvoir des papes. Au XIXe siècle, Rimini s'imposa comme l'un des bastions de la cause de l’unité italienne. 
Elle fut la cible de combats et bombardements au cours de la Seconde Guerre mondiale. Durant la seconde moitié du XXe siècle Rimini est devenue l'une des plus célèbres stations balnéaires d'Italie et un important centre de congrès.

## Géographie
Rimini est située sur la côte adriatique, dans le nord de l’Italie. Elle se trouve à proximité de la République de Saint-Marin (27 km), d'Urbino (62 km), de Ravenne (51 km), de Bologne (121 km) et de Florence (164 km).

## Histoire
Port étrusque nommé Arimna puis dominé par les Celtes (Sénons), Rimini devient romaine en -268 (Ariminum) : son port, construit en marbre, était renommé. Jules César s'en empare en -49, après avoir franchi le Rubicon.
En 359, l'empereur Constance II convoque un concile à Rimini rassemblant les évêques d'Occident.
Elle résiste aux invasions lombardes et reste fidèle à l'Empire romain d'Occident jusqu'à sa chute.
Les événements sont ensuite marqués par une succession de dominations :
Vitigès, roi des Ostrogoths, l'assiège en 538, mais elle est délivrée par Bélisaire. Elle tombe  ensuite au pouvoir des Lombards, puis fait partie de la Pentapole, passe sous contrôle des Francs de Pépin le Bref, qui en fit don au pape. 
C'est à Rimini qu'aurait eu lieu, en 1225, le miracle eucharistique où saint Antoine de Padoue aurait fait faire une génuflexion à un âne devant une hostie consacrée dans le but de convertir un homme. 
Longtemps gibeline, elle soutient l'empereur Frédéric II après qu'il a été déposé par le concile de Lyon en 1245, ne l'abandonnant qu'après sa déroute de 1248.
Au XIIIe siècle, la cité est une commune dotée de consuls, de conseils, d'un podestat et de quatre officiers représentant le peuple. Les Malatesta en prennent alors le contrôle, jusqu'en 1528 ou le dernier seigneur régnant de cette famille, Pandolfe IV, en est chassé par César Borgia. Leurs terres sont assez pauvres et se réduisent à quelques cités modestes entourées de leur contado. Elle appartient aux États pontificaux, même si les papes ont de grandes difficultés à y faire respecter leur autorité. La situation de Rimini, au bord de la mer Adriatique, lui est favorable, mais elle n'en demeure pas moins une cité modeste. 
Dans son testament daté du 8 février 1311, Malatesta da Verucchio évoque son « grand palais » avec ses loggia, son cortile et sa salle d'audience, véritable résidence seigneuriale qui symbolise son emprise sur la ville. 
Un tremblement de terre comble son port en 1671.
Durant la seconde moitié du XXe siècle, elle subit une urbanisation rapide de son littoral, au point que l'on parle parfois de « riminisation » pour désigner le bétonnage des côtes de la mer Adriatique sous la pression du développement touristique.

## Démographie

### Évolution démographique
Habitants recensés

### Ethnies et minorités étrangères
Selon les données de l’Institut national de statistique (ISTAT) au 1er janvier 2017 la population étrangère résidente était de 18 769 personnes.
Les nationalités majoritairement représentatives étaient :
| Pos. | Pays      | Population |
| ---- | --------- | ---------- |
| 1    | Albanie   | 3 182      |
| 2    | Roumanie  | 3 059      |
| 3    | Ukraine   | 2 679      |
| 4    | Chine     | 1 326      |
| 5    | Moldavie  | 1 008      |
| 6    | Sénégal   | 915        |
| 7    | Maroc     | 760        |
| 8    | Macédoine | 618        |
| 9    | Russie    | 568        |

## Administration
| Période                                  | Période  | Identité           | Étiquette                                                       | Qualité |
| ---------------------------------------- | -------- | ------------------ | --------------------------------------------------------------- | ------- |
| Les données manquantes sont à compléter. |          |                    |                                                                 |         |
| 1999                                     | 2011     | Alberto Ravaioli   | Parti populaire italien puis La Marguerite puis Parti démocrate |         |
| 2011                                     | 2021     | Andrea Gnassi      | Parti démocrate                                                 |         |
| 7 octobre 2021                           | En cours | Jamil Sadegholvaad | Parti démocrate                                                 |         |

### Hameaux
Alba Adriatica-Miramare di Rimini (it), Bellariva, Borgo Nuovo, Castellabate, Ceriano-Santa Cristina, Corpolò, Gaiofana, Ghetto Randuzzi, Marebello, Orsoleto, Osteria del Bagno, Osteria del Fiume, Padulli, Pomposa-Grotta Rossa, Rivabella, Rivazzurra, San Fortunato, San Giovanni in Bagno, San Giuliano a Mare, San Lorenzo a Monte, San Lorenzo in Correggiano, San Martino in Riparotta, San Martino in Venti, San Martino Monte l'Abate, San Paolo, San Salvatore, San Vito (it), Santa Giustina, Sant'Aquilina, Spadarolo, Torre Pedrera, Variano, Vergiano, Villaggio Primo maggio, Viserba (it), Viserbella

### Communes limitrophes
Bellaria-Igea Marina, Coriano, Riccione, San Mauro Pascoli (FC), Santarcangelo di Romagna, Serravalle (République de Saint-Marin), Verucchio

### Jumelages
| \| Saint-Maur-des-Fossés Seraing Sotchi Fort Lauderdale Ziguinchor Yangzhou \| Localisation des villes jumelées à Rimini. |
| Saint-Maur-des-Fossés Seraing Sotchi Fort Lauderdale Ziguinchor Yangzhou                                                  |

- Saint-Maur-des-Fossés (France) depuis 1967
- Seraing (Belgique) depuis 1974
- Sotchi (Russie) depuis 1977
- Fort Lauderdale (États-Unis)
- Ziguinchor (Sénégal)
- Yangzhou (Chine)

## Culture et patrimoine

### Patrimoine
De par son histoire, Rimini possède de nombreux monuments remarquables qui en font un lieu culturel intéressant. On retiendra plus particulièrement :
- Le pont de Tibère
- Le temple Malatesta
- L'amphithéâtre romain
- L'arc d'Auguste
- La piazza Tre Martiri
- La porte Montanara
- Le Castel Sismondo
- La piazza Cavour
- L'église des Servites
- L'église San Giuliano
- L'arc de Francesca ou porte Galliana
- L'église San Giovanni Battista
- Musée de la ville de Rimini

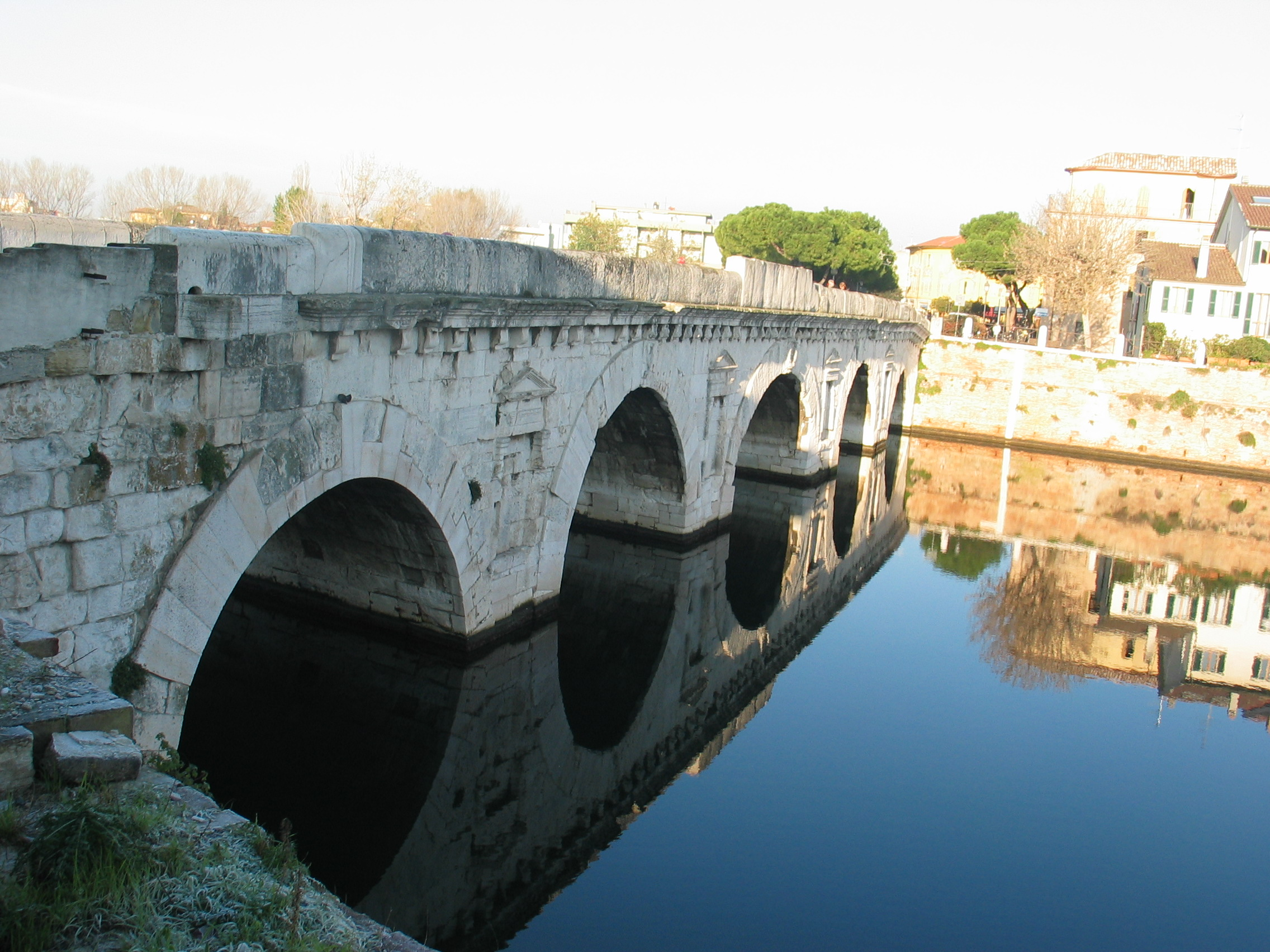
Pont romain de Tibère
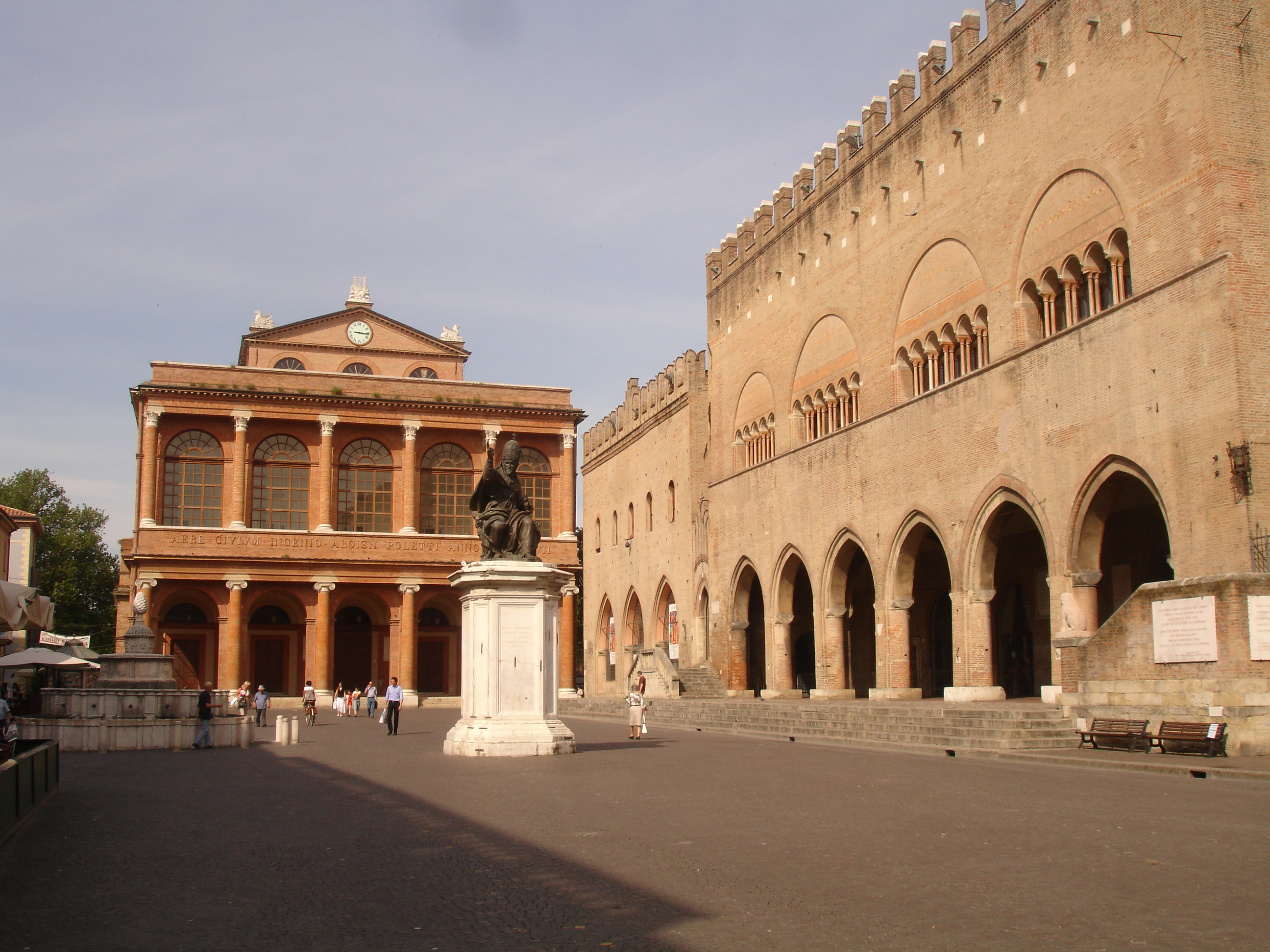
Piazza Cavour
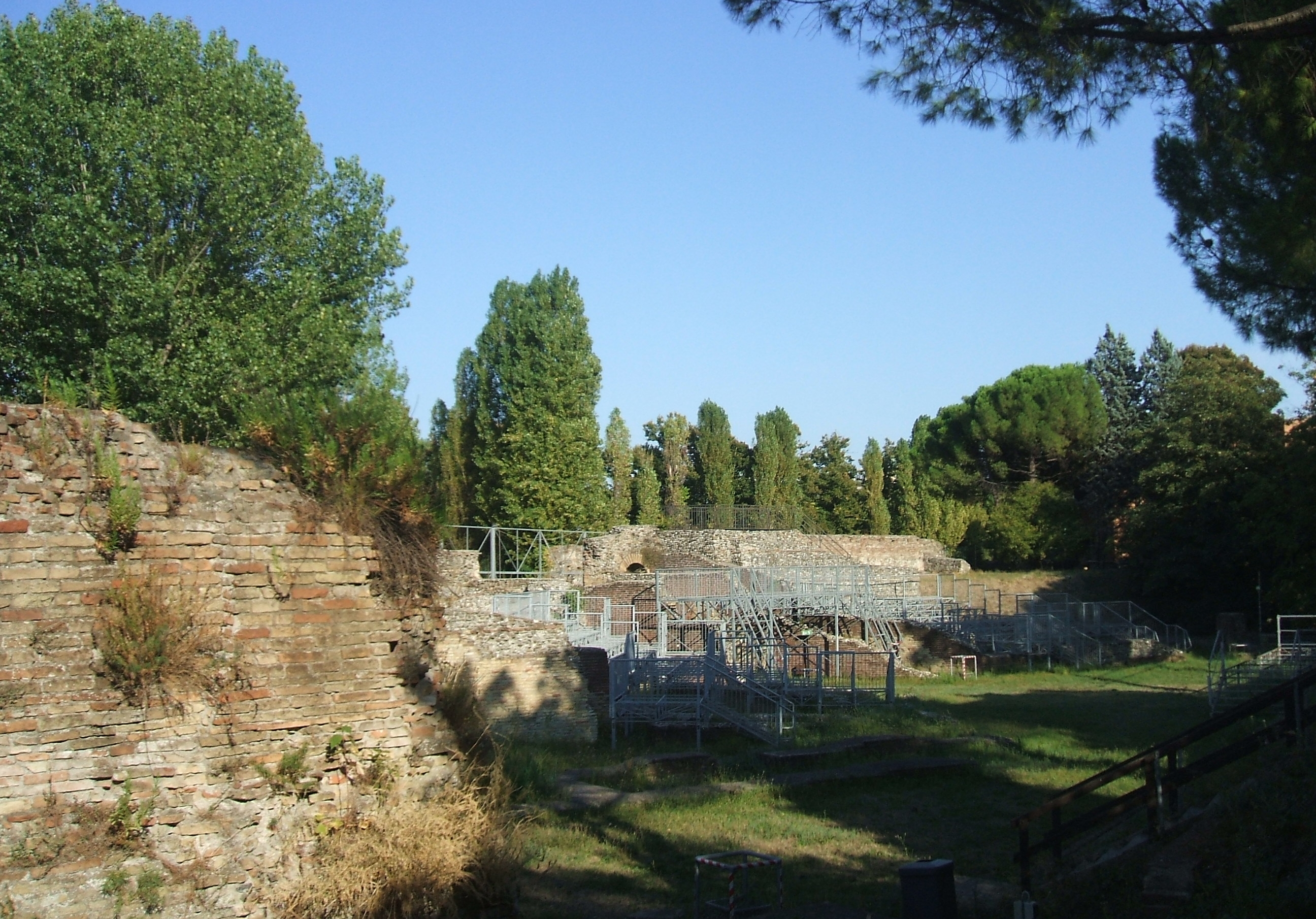
Amphithéâtre romain
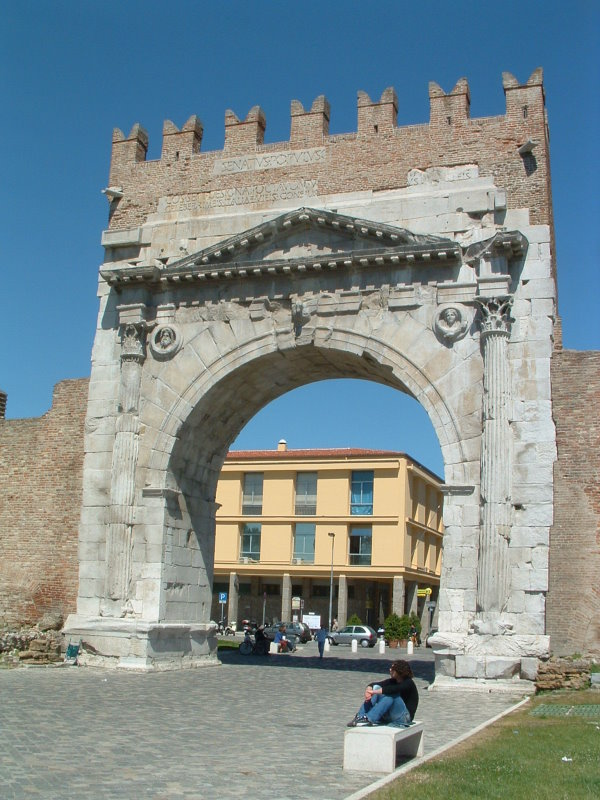
Arc d'Auguste
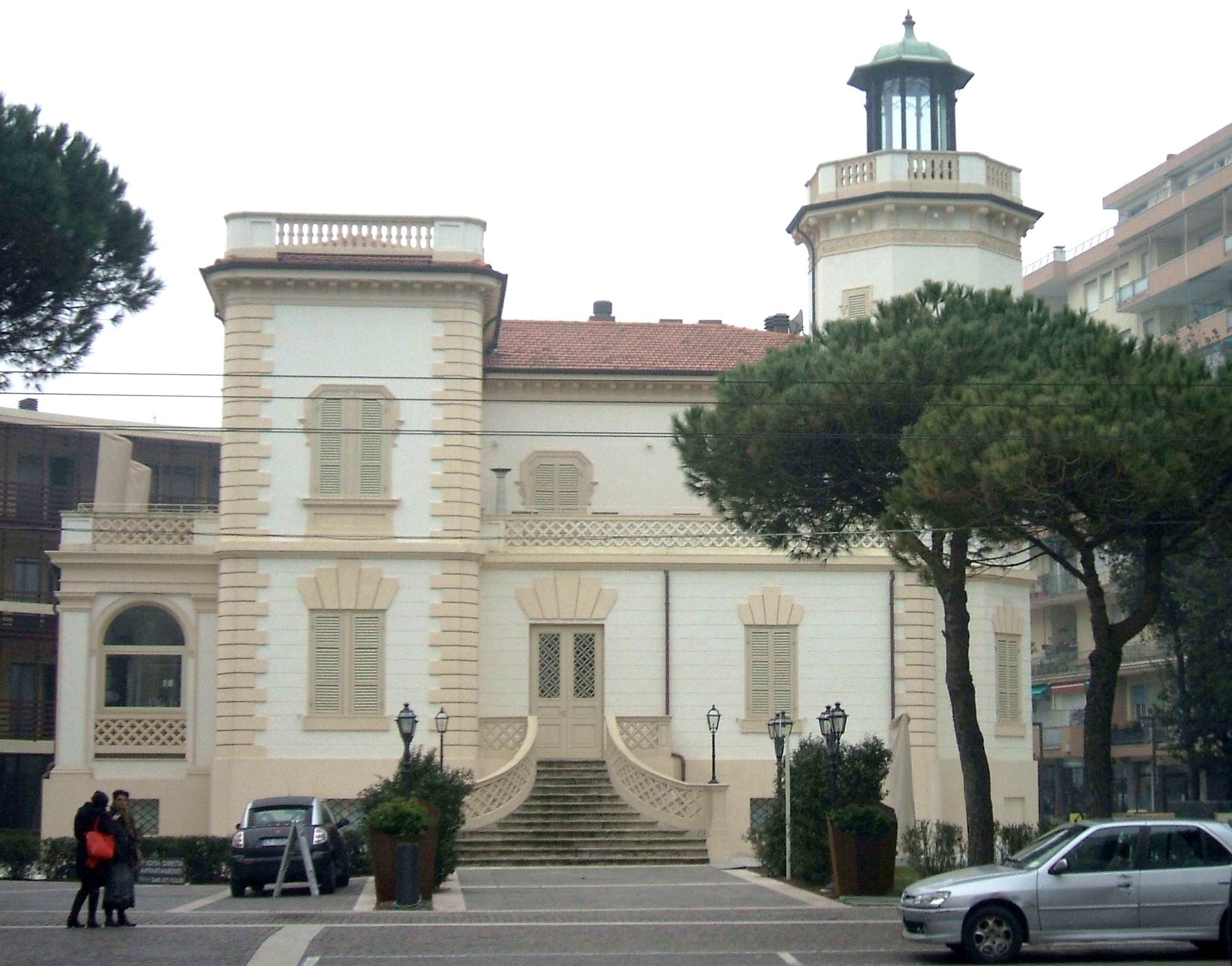
Vilino Cacciaguerra
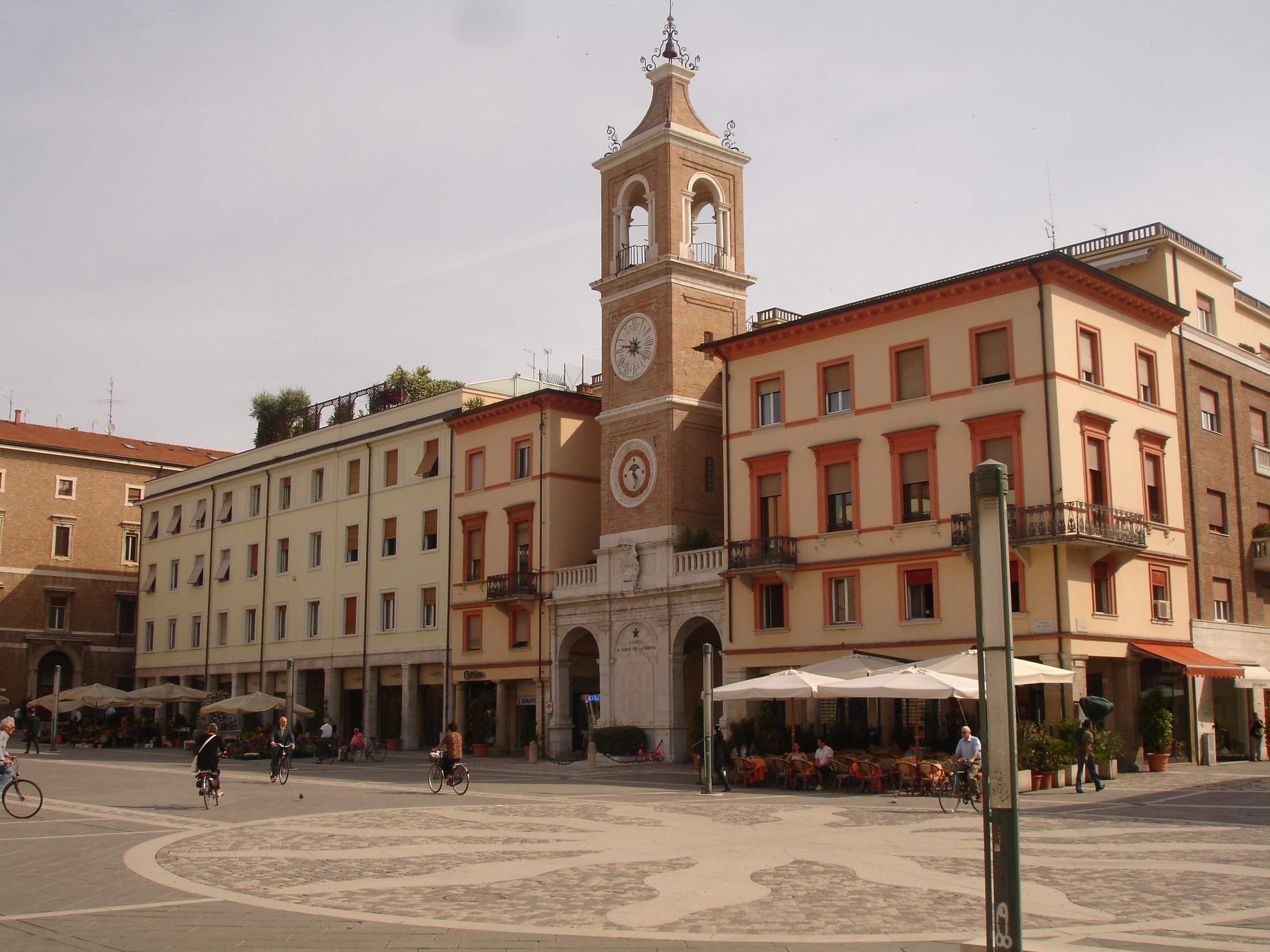
Piazza Tre Martiri
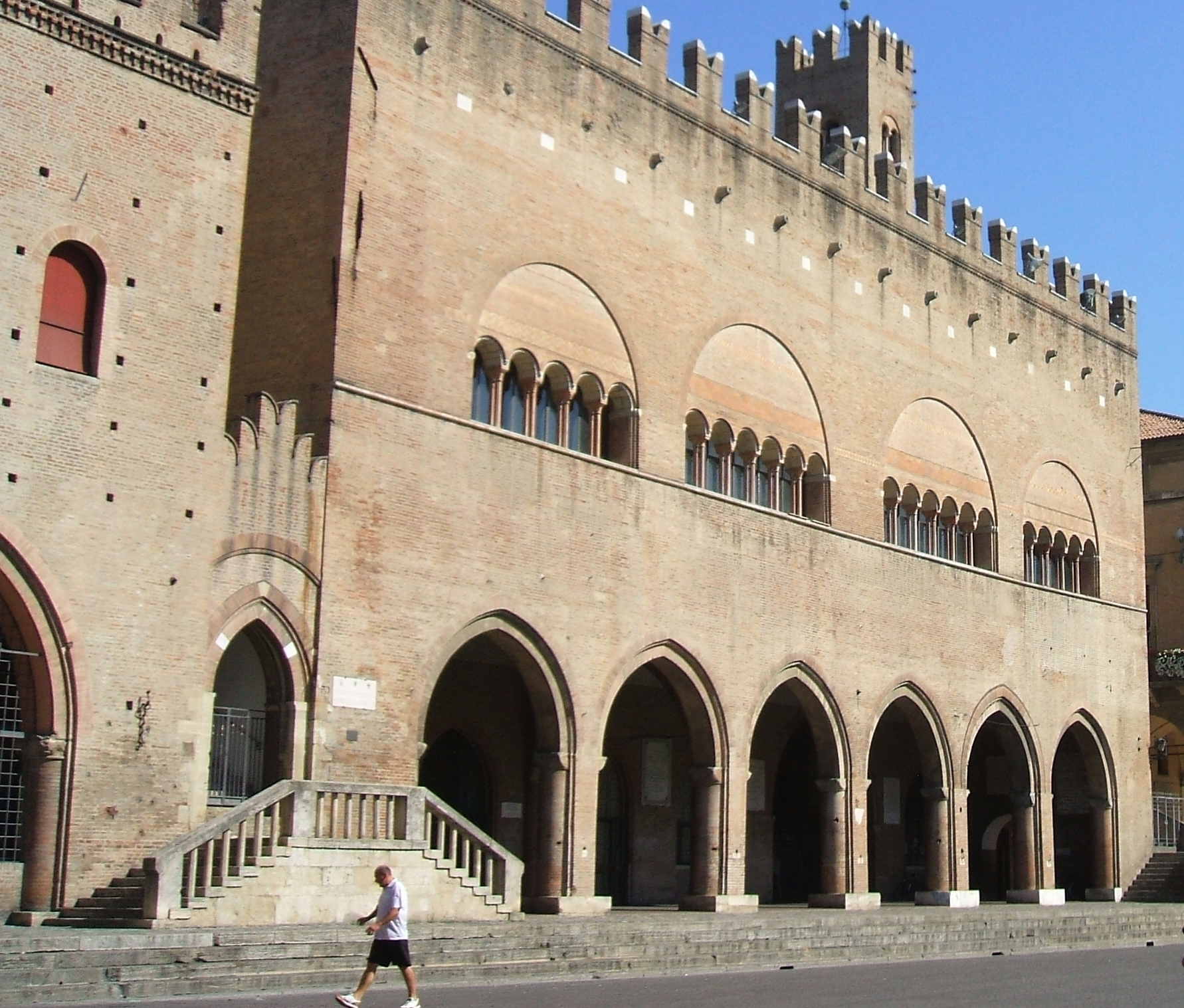
Palazzo dell'Arango
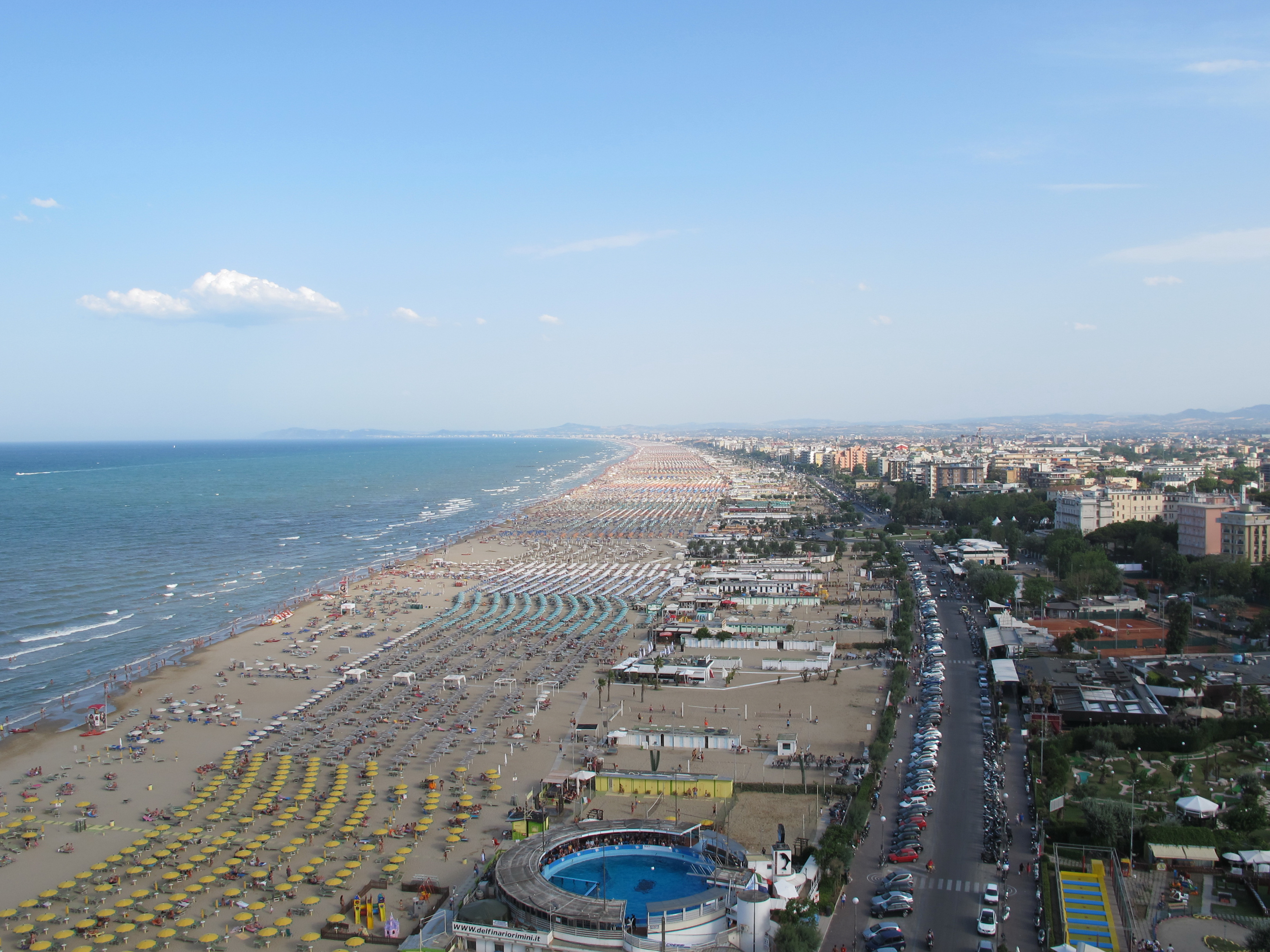
Plages de Rimini
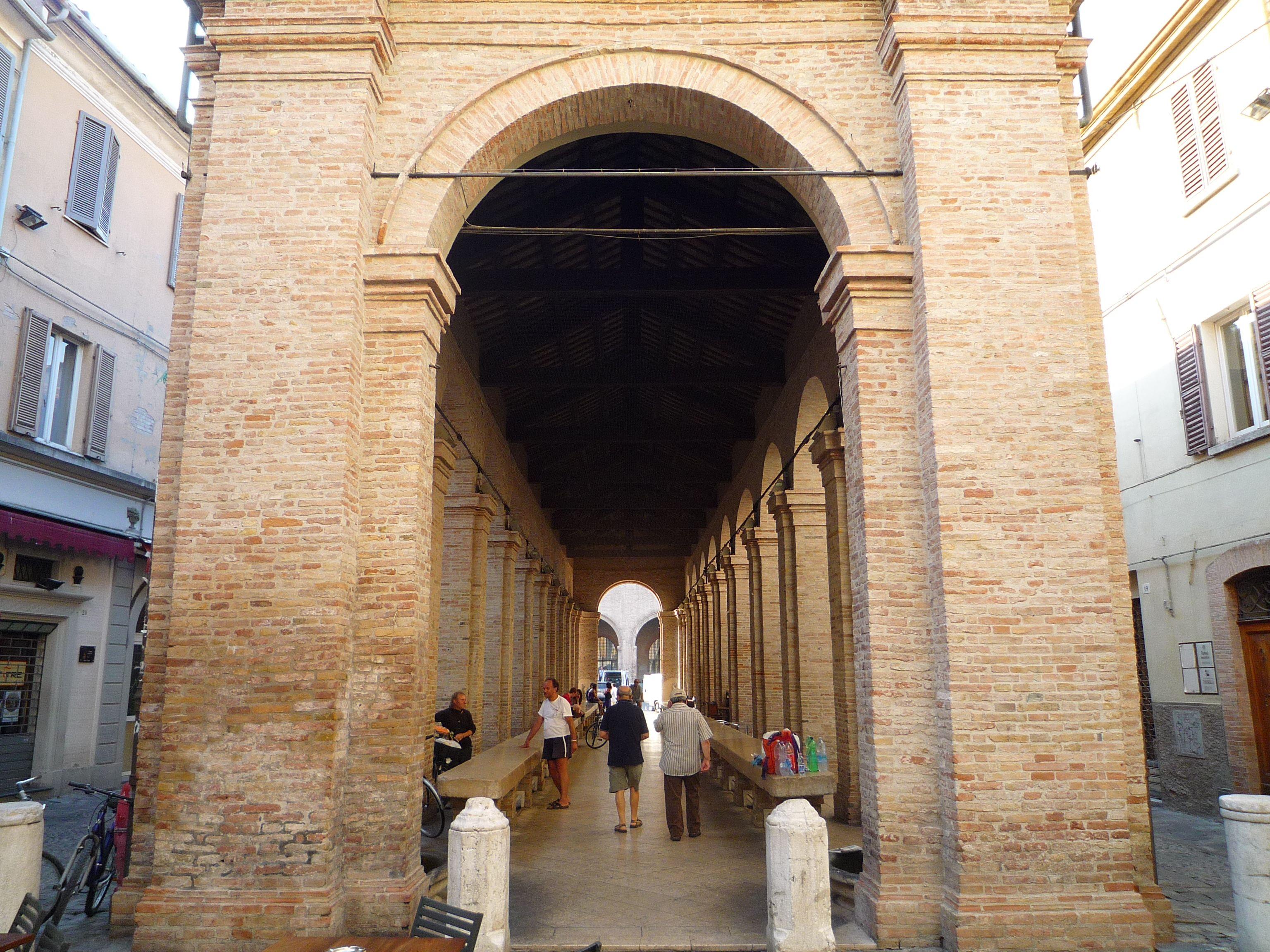
Vecchia Pescheria
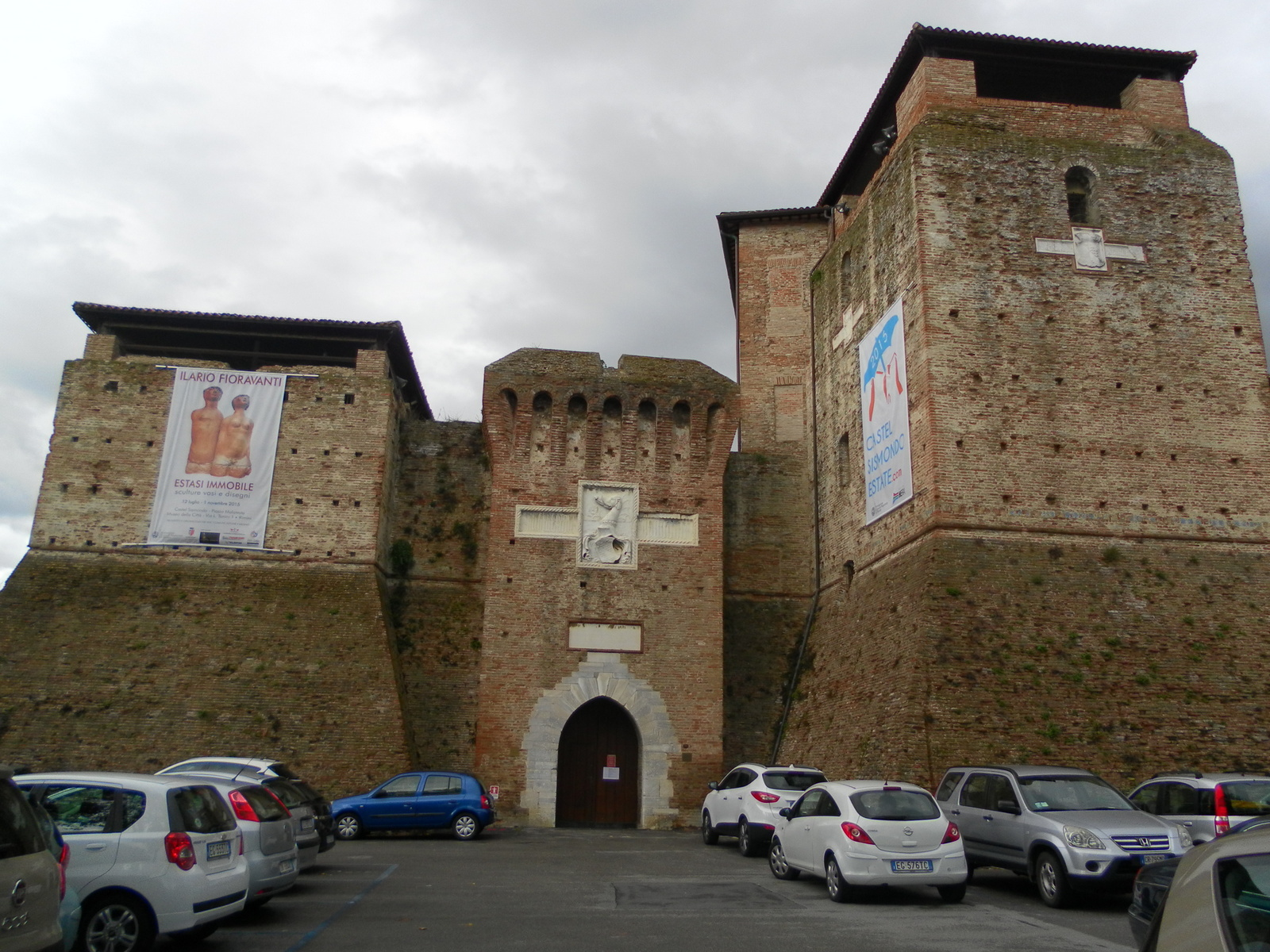
Castel Sismondo
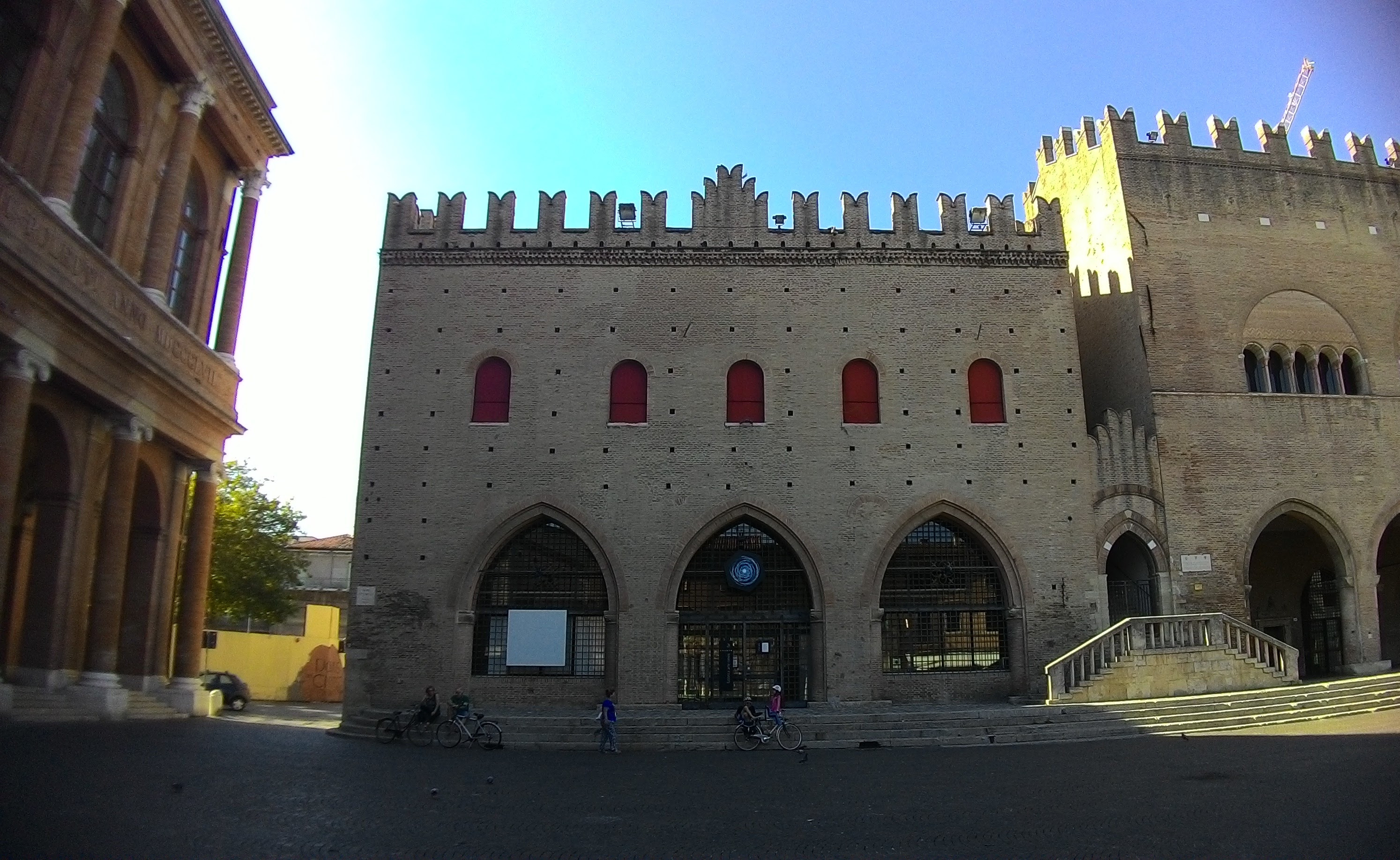
Palazzo del Podestà

Fabrizio De André a écrit une chanson portant le titre Rimini, incluse dans l'album du même nom.

### Cinéma

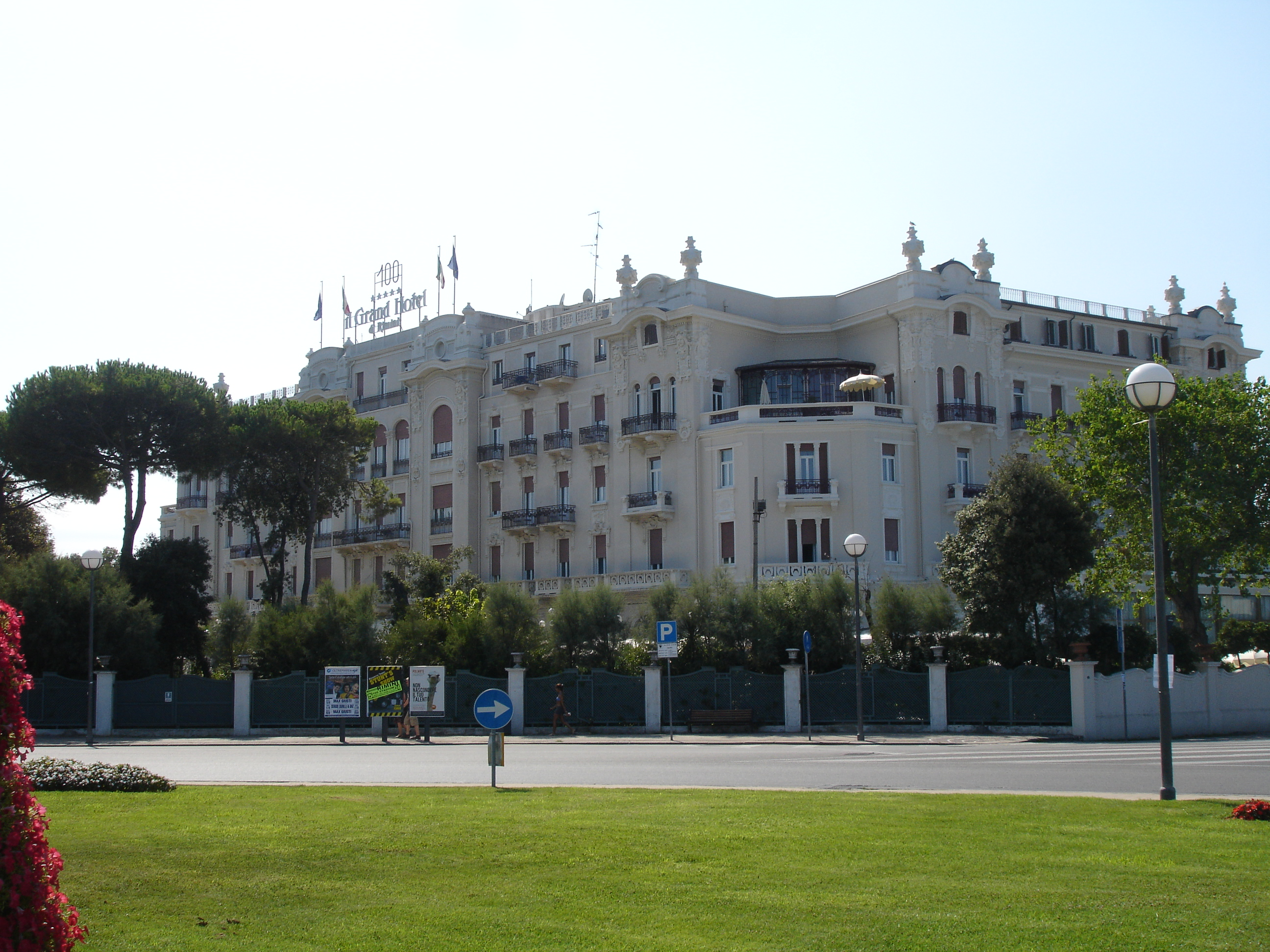
Le Grand Hotel, situé dans le parc Federico Fellini.

Rimini est la ville natale du réalisateur Federico Fellini. Une fondation, en l'honneur de ce maître du septième art, fut créée en 1995 (Fondazione Fellini via Nigra, 26 Rimini).
Films tourné à Rimini :
- 1972 : Le Professeur, de Valerio Zurlini.
- 1973 : Amarcord, de Federico Fellini
- 2007 : Ciao Stefano (Non pensarci), de Gianni Zanasi
- 2020 : L'Incroyable Histoire de l'Île de la Rose (L'incredibile storia dell'Isola delle Rose), de Sydney Sibilia

### Musique
Rimini est le titre d'une chanson de Fabrizio de André.
Rimini est également le titre d'une chanson des Wampas, composée en l'honneur du coureur cycliste Marco Pantani, mort dans un hôtel de la ville le 14 février 2004.

### Sport
- Football : le Rimini FC 1912 évolue en Serie C (3e niveau national)
- Basket-ball : le Basket Rimini Crabs évolue en Serie C (3e niveau national)
- Baseball : le Rimini Baseball évolue en IBL (1er niveau national)

La ville organise chaque année en juillet un tournoi de tennis sur terre battue du circuit ATP Challenger Tour.
Rimini a organisé huit arrivées du Tour d'Italie avec les victoires de Learco Guerra à deux reprises (1932 et 1934), Antonio Bevilacqua (1950), Serifano Biagioni (1951), Pasquale Fornara (1953), Rik Van Looy (1959) et Pierino Baffi (1960). 

## Économie

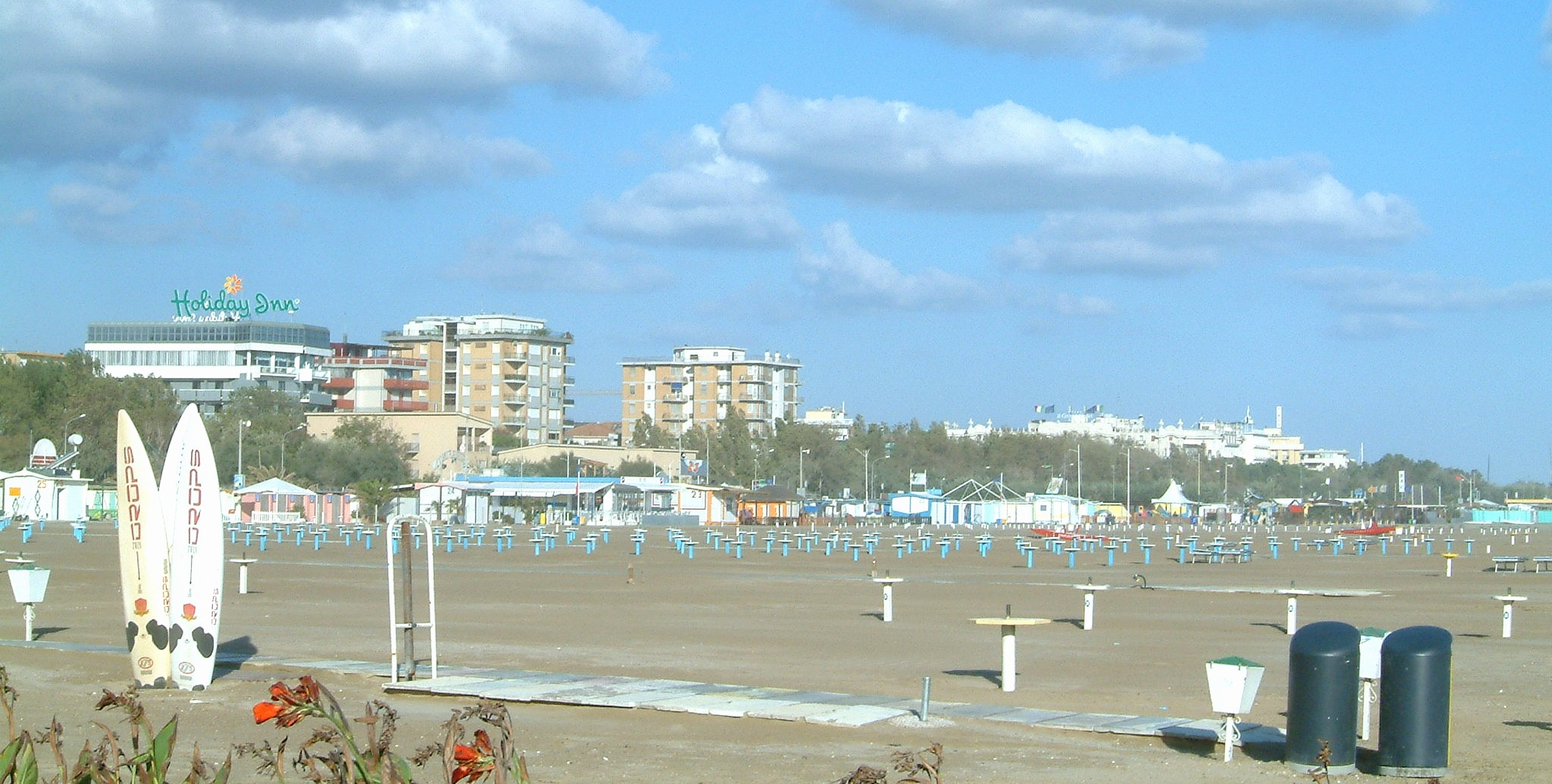
Plage de Rimini

La principale source de revenu de cette ville est le tourisme balnéaire.
Grâce à sa plage étendue (près de 15 km) de sable fin, Rimini est une station balnéaire réputée, les touristes venant d'Italie, mais aussi de toute l'Europe.
L'offre touristique est très variée avec un bon rapport qualité-prix et plus d'un millier d'hôtels présents le long du littoral.
La ville possède deux parcs de loisirs : Fiabilandia et Italia in miniatura.
L'économie de la ville est active pendant toute l'année grâce à un Centre d'Exposition de rang européen et un Palais des Congrès.

## Transports
Rimini est reliée au réseau autoroutier national par deux péages, situés au nord et au sud de la ville, sur l’autoroute A14 Bologne-Tarente. Les autres axes importants qui affectent la municipalité sont: la route nationale 9 (strada statale 9 Via Emilia), la route narionale 16 (strada statale 16 Adriatica) et la Via Flaminia.
Une ligne de bus à haut niveau de service Metromare relie Rimini à Riccione.
L'aéroport de Rimini a pour nom Rimini-Miramare.

## Personnalités

### Personnalités nées à Rimini
- Claire de Rimini (1280-1326), religieuse de l'ordre des Clarisses et bienheureuse ;
- Romeo Neri (1903-1961), gymnaste, triple champion olympique en 1932 ;
- Federico Fellini (1920-1993), cinéaste ;
- Hugo Pratt (1927-1995), dessinateur et scénariste de bandes dessinées ;
- Renzo Pasolini (1938-1973), champion de moto ;
- Antonio Paolucci (1939-2024), historien de l'art italien ;
- Paolo Graziosi (1940-2022), acteur italien ;
- Massimo Tamburini (1943-2014), designer contemporain spécialisé dans la moto ;
- Pier Paolo Bianchi (1952-), champion de moto ;
- Maurizio Zanfanti (1955-2018), play-boy ;
- Giovanni Evangelisti (1961-), athlète, médaillé olympique en saut en longueur ;
- Samuele Bersani (1970-), auteur compositeur interprète ;
- Matteo Brighi (1981-), footballeur.
- Enea Bastianini (1997-), pilote de vitesse moto.
- Marco Bezzecchi, (1998-), pilote de vitesse moto.
- Lucia Bronzetti, (1998-), joueuse de tennis

### Autres personnalités liées à Rimini
- Aimé Ronconi (1226-1292), franciscain reconnu saint par l'Église catholique
- Simon Ballacchi (1240-1319) frère convers dominicain reconnu bienheureux par l'Église catholique
- Alberto Marvelli (1918-1946), reconnu bienheureux par l'Église catholique
- Carlton Myers (1971), joueur de basket-ball
- Marco Pantani (1970-2004), coureur cycliste mort le 14 février 2004 à Rimini
- Domenico Longo (1977), vice-champion du monde de la pâtisserie, formé a l'école hôtelière de Rimini